# With a Song in My Heart (Stevie Wonder)
With a Song in My Heart è un album di Stevie Wonder, pubblicato dalla Tamla (Motown) nel 1963.

## Tracce
1. With a Song in My Heart (Lorenz Hart, Richard Rodgers) 3:11
2. When You Wish Upon a Star (Harline/Washington) 2:59
3. Smile (Charlie Chaplin, Geoffrey Parsons, John Turner) 3:20
4. Make Someone Happy (Comden/Green/Styne) 5:04
5. Dream (Mercer) 2:50
6. Put on a Happy Face (Adams/Strouse) 2:37
7. On the Sunny Side of the Street (Fields/McHugh) 3:58
8. Get Happy (Arlen/Koehler) 2:12
9. Give Your Heart a Chance (Miller/Murden/O'Neil) 2:16
10. Without a Song (Eliscu/Rose/Youmans) 4:14